# 凱峰 (瑪麗伯德地)
凱峰（英語：Kay Peak）是南極洲的山峰，位於瑪麗伯德地，海拔高度760米，美國地質調查局根據測量和美國海軍拍攝的空中照片繪入地圖，現時由南極條約體系管理。